# 伦瑞·彼德斯
伦瑞·彼德斯（Lenrie Leopold Wilfred Peters，1932年9月1日 - 2009年5月28日） 是冈比亚外科醫師、小说家、诗人和教育家。

## 生平
伦瑞·彼德斯生于班竹。 他父亲是塞拉利昂克里奥尔人，有西印度群岛以及美国黑人血统，是岡比亞一家報紙的編輯。1949年，伦瑞·彼德斯移居塞拉利昂，在弗里敦上学。
1952年，他进入剑桥大学三一学院攻读自然科学，并于1956年获得理学学士学位；1956年至1959年，他在伦敦大学学院医院工作和学习，并于1959年获得剑桥大学医学和外科文凭。 1955年至1968 年，伦瑞·彼德斯在英国广播公司工作。他還是英格兰皇家外科医学院的一員。
後來伦瑞·彼德斯返回冈比亚，在班珠尔的醫院給別人手术。
1979年至1987年期間，伦瑞·彼德斯担任岡比亞國家圖書館館長。
2009年5月27日，他于塞内加尔達喀爾去世，享年76岁。 